# پریتا ویجایاکومار
پریتا ویجایاکومار (به انگلیسی: Preetha Vijayakumar) (زاده ۱۰ ژانویهٔ ۱۹۸۳) بازیگر هندی است.
از کارهای معروف او می‌توان به بازی در فیلم‌های به تو، عزیزم، آلی آرجونا و پادایاپا اشاره کرد.